# Bangana musaei
Bangana musaei  (лат.) — слепая пресноводная рыба семейства карповых.

## Описание
Длина тела до 7,7 см, глаза отсутствуют, рыба полностью слепая, окраска жемчужно-розовая. Грудные и брюшные плавники отсутствуют, остальные плавники по тону темнее, чем тело.

## Ареал
Обитает под землей в пещерах из известняковых отложений, протяженностью 7 км, расположенных в бассейне реки Ксе Бан Фай (приток Меконга, центральная часть Лаоса).

## История
В 2011 году ученые обнаружили этот вид в бассейне Ксе Банг Фай, в пещерах Дождевой грот и Там Понг.

## Угроза
Из-за своего особенно ограниченного ареала этот вид отнесен к разряду уязвимых. Ещё одна угроза — это браконьерство для аквариумной торговли.